# 東経100度線
東経100度線（とうけい100どせん）は、本初子午線面から東へ100度の角度を成す経線である。北極点から北極海、アジア、インド洋、南極海、南極大陸を通過して南極点までを結ぶ。東経100度線は西経80度線と共に大円を形成する。

## 通過する国・地点
東経100度線は、北極点から南極点まで南に向かって以下の場所を通っている。
| 地理座標                                               | 国土・領土・領海 | 備考                                                                                        |
| ------------------------------------------------------ | ---------------- | ------------------------------------------------------------------------------------------- |
| 北緯90度0分 東経100度0分 / 北緯90.000度 東経100.000度  | 北極海           |                                                                                             |
| 北緯80度39分 東経100度0分 / 北緯80.650度 東経100.000度 | ラプテフ海       |                                                                                             |
| 北緯79度51分 東経100度0分 / 北緯79.850度 東経100.000度 | ロシア           | 十月革命島（セヴェルナヤ・ゼムリャ諸島）                                                    |
| 北緯78度55分 東経100度0分 / 北緯78.917度 東経100.000度 | カラ海           |                                                                                             |
| 北緯78度16分 東経100度0分 / 北緯78.267度 東経100.000度 | ロシア           | ボリシェヴィク島（セヴェルナヤ・ゼムリャ諸島）                                              |
| 北緯77度57分 東経100度0分 / 北緯77.950度 東経100.000度 | カラ海           |                                                                                             |
| 北緯76度27分 東経100度0分 / 北緯76.450度 東経100.000度 | ロシア           |                                                                                             |
| 北緯51度45分 東経100度0分 / 北緯51.750度 東経100.000度 | モンゴル         |                                                                                             |
| 北緯42度39分 東経100度0分 / 北緯42.650度 東経100.000度 | 中華人民共和国   | 内モンゴル自治区 甘粛省 内モンゴル自治区 甘粛省 青海省 四川省 雲南省                        |
| 北緯21度42分 東経100度0分 / 北緯21.700度 東経100.000度 | ミャンマー       |                                                                                             |
| 北緯20度25分 東経100度0分 / 北緯20.417度 東経100.000度 | タイ             |                                                                                             |
| 北緯12度50分 東経100度0分 / 北緯12.833度 東経100.000度 | タイランド湾     |                                                                                             |
| 北緯12度13分 東経100度0分 / 北緯12.217度 東経100.000度 | タイ             |                                                                                             |
| 北緯12度10分 東経100度0分 / 北緯12.167度 東経100.000度 | タイランド湾     |                                                                                             |
| 北緯9度47分 東経100度0分 / 北緯9.783度 東経100.000度   | タイ             | パナガン島（英語版）及びサムイ島                                                            |
| 北緯9度25分 東経100度0分 / 北緯9.417度 東経100.000度   | タイランド湾     |                                                                                             |
| 北緯8度33分 東経100度0分 / 北緯8.550度 東経100.000度   | タイ             |                                                                                             |
| 北緯6度34分 東経100度0分 / 北緯6.567度 東経100.000度   | マラッカ海峡     | ランカウイ島（ マレーシア）のちょうど東を通過。 ペナン島（ マレーシア）のちょうど西を通過。 |
| 北緯2度43分 東経100度0分 / 北緯2.717度 東経100.000度   | インドネシア     | スマトラ島                                                                                  |
| 南緯0度29分 東経100度0分 / 南緯0.483度 東経100.000度   | インド洋         |                                                                                             |
| 南緯2度31分 東経100度0分 / 南緯2.517度 東経100.000度   | インドネシア     | 北パガイ島（英語版）                                                                        |
| 南緯2度51分 東経100度0分 / 南緯2.850度 東経100.000度   | インド洋         |                                                                                             |
| 南緯60度0分 東経100度0分 / 南緯60.000度 東経100.000度  | 南極海           |                                                                                             |
| 南緯65度39分 東経100度0分 / 南緯65.650度 東経100.000度 | 南極大陸         | オーストラリア南極領土 - オーストラリアが領有権主張                                         |